# پلاسکوواتس
پلاسکوواتس (به صربی: Plaskovac) یک منطقهٔ مسکونی در صربستان است که در توپولا واقع شده‌است. پلاسکوواتس ۵۵۹ نفر جمعیت دارد.